# 路易斯安那州立大学医学院
路易斯安那州立大学医学院（英語：Louisiana State University School of Medicine）是路易斯安那州立大学的下属学院，有2个校区，分别位于新奥尔良和什里夫波特。